# Agelasticus cyanopus
El varillero negro (Agelaius cyanopus)  es una especie de ave paseriforme de la familia Icteridae propia de América del Sur.
Se encuentra en Argentina, Bolivia, Brasil y Paraguay. Su hábitat son los pantanos.